# Leões do Vale
O Grêmio Recreativo Cultural Escola de Samba Leões do Vale ou apenas Leões do Vale é uma escola de samba localizada em Santo André, São Paulo.

## História
A história do Grêmio Recreativo Cultural Escola de Samba Leões do Vale teve início quando Antônio José dos Reis tomou conhecimento de que a Prefeitura Municipal de Santo André aprovara o Projeto que regulamentava a volta do carnaval de rua na cidade para o ano de 1978. 
Presidente do Aclimação Esporte Clube, convocou os adeptos do clube e moradores da região para formarem uma entidade carnavalesca. Os instrumentos, durante o restante do ano, seriam utilizados para animar a torcida do Aclimação durante os seus jogos. Devido à aparência do relevo da região na época, ficou decidido que o nome da escola deveria ser Leões do Vale. E que seu primeiro Presidente seria Antônio José dos Reis.
O primeiro desfile da Leões do Vale, se deu em logo em 1978, com o tema “Exaltação a João Ramalho”, sendo o compositor do samba, Ailton J. de Andrade, atingindo a 6ª colocação. No ano seguinte, a Leões tornou-se a primeira escola de samba a ser oficialmente batizada. Sua madrinha foi a Camisa Verde e Branco.
Seu primeiro título veio em 1983, o segundo (após 15 anos e 6 vice-campeonatos) em 1998, sagrando-se bicampeã consecutiva em 1999. Por fim, campeã novamente em 2002.
Seu hino diz: “Verde Esperança/ Vermelho é Raça/ E o Branco, A Paz no Coração” e “Eu sou raiz , eu sou Leões do Vale”.
Em 2011, foi a quarta colocada do Grupo B (segunda divisão).

## Enredos
| Ano  | Colocação   | Grupo | Enredo                                                                 | Ref.              |
| ---- | ----------- | ----- | ---------------------------------------------------------------------- | ----------------- |
| 2002 | Campeã      | A     | A Água Nossa de Cada Dia                                               | [ 3 ]             |
| 2003 | 3º lugar    | A     | O Disfarce da Face é a Arte da Farsa                                   | [ 4 ]             |
| 2004 | Vice-campeã | A     | De Grau em Grau a Arte de Aprender                                     | [ 5 ]             |
| 2005 | 4º lugar    | A     | Hoje ouro, prata e bronze                                              | [ 6 ]             |
| 2006 | 3º lugar    | A     | Do Eldorado ao Novo Império, uma Viagem Emocionante ao Pulmão do Mundo | [ 1 ]             |
| 2007 | 6º lugar    | A     | Leões do Vale, um triunfo entre as pérolas                             | [ 7 ] [ 8 ] [ 9 ] |
| 2008 |             | B     | Lendas, Fantasias, Ilusões em sonhos de Crianças                       | [ 10 ]            |
| 2009 | 5º lugar    | B     | Aos Mestres Nossa História e Resistência com Carinho                   | [ 11 ]            |
| 2010 | Vice-campeã | B     |                                                                        | [ 12 ]            |
| 2011 | 4º lugar    | B     |                                                                        | [ 2 ]             |
| 2012 | Vice-campeã | B     |                                                                        | [ 13 ]            |
| 2013 | 5º lugar    | A     | Todo Guerreiro Veste manto vermelho                                    | [ 14 ] [ 15 ]     |
| 2014 | 7º lugar    | A     | Raça Negra, Alma Brasileira                                            | [ 16 ] [ 17 ]     |

## Títulos
- Campeã em Santo André: 1983, 1998, 1999, 2002[1]